# Lilla Kizlinger
Lilla Kizlinger (Budapest, 2001) è un'attrice e regista ungherese.

## Biografia
Inizia gli studi di regia alla University of Theatre and Film Arts di Budapest nel 2019, ma li conclude alla Filmakademie di Vienna. Nel frattempo, ancora studentessa, recita in Forest: I See You Everywhere, che le vale l'Orso d'argento per la miglior interpretazione da non protagonista al suo debutto. Partecipa successivamente a Una spiegazione per tutto nel 2023, presentato al Festival di Venezia.
Attiva anche a teatro, ha diretto la sua prima piece nel 2022.

## Filmografia parziale

### Attrice
- Forest: I See You Everywhere (Rengeteg - Mindenhol látlak), di Benedek Fliegauf (2021)
- Hippo, di Mark H. Rapaport (2023)
- Una spiegazione per tutto (Magyarázat mindenre), di Gábor Reisz (2023)
- Semmelweis, di Lajos Koltai (2023)

### Regista
- Centre of the Solar System (2022) - corto
- Learning to Love You (2025)